# Ryszard Białous

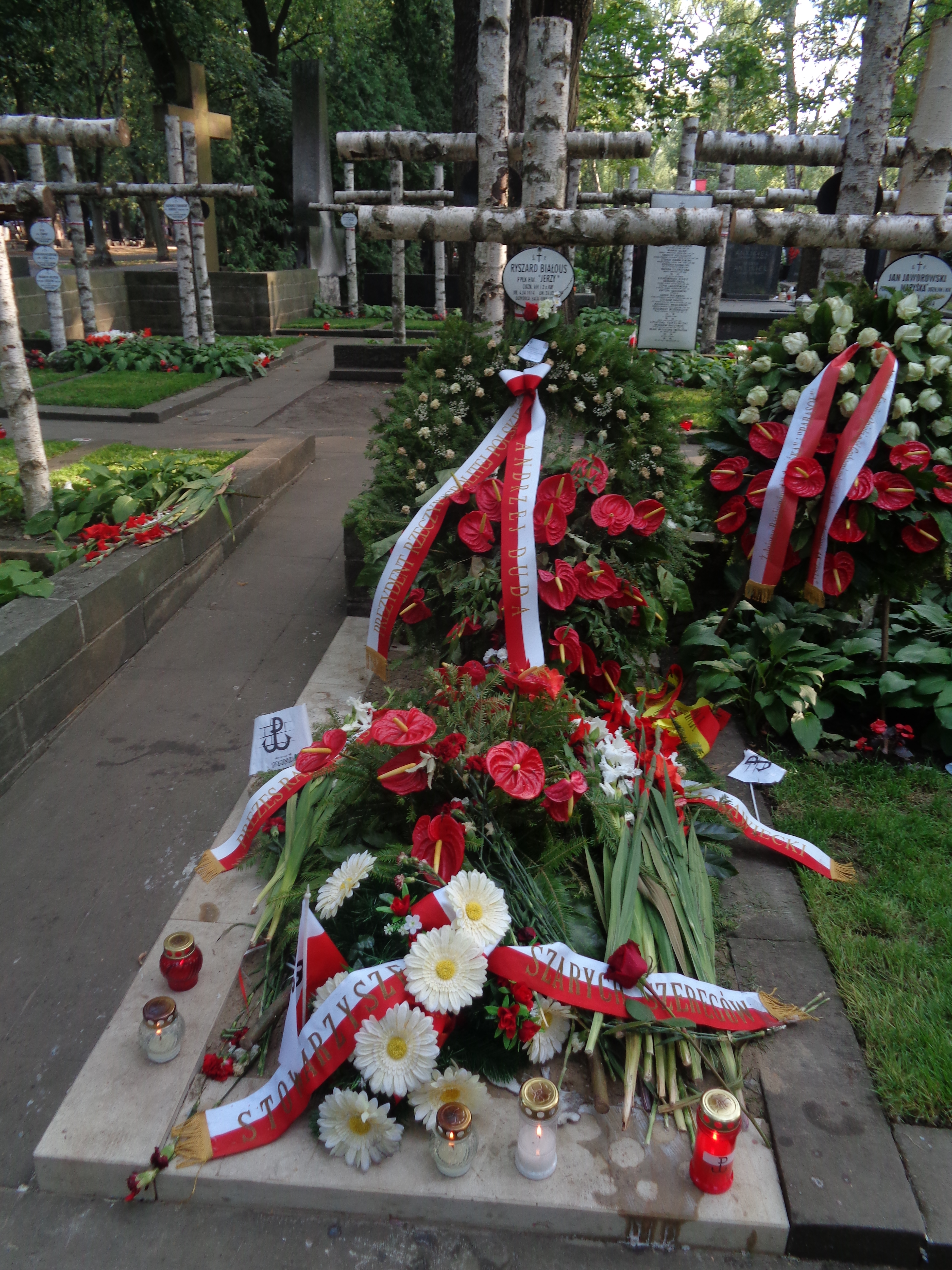
Grób Ryszarda Białousa na Powązkach

Ryszard Mieczysław Białous, ps. „Jerzy”, „Zygmunt”, „Taran”, (ur. 4 kwietnia 1914 w Warszawie, zm. 24 marca 1992 w Neuquén, w Argentynie) – instruktor harcerski Szarych Szeregów, harcmistrz, oficer Armii Krajowej, uczestnik powstania warszawskiego, dowódca harcerskiego batalionu „Zośka”.

## Życiorys
Był synem Stanisława, pracownika kolei i Marcjanny z d. Dobrskiej. Mieszkał z rodzicami przy ul. Dzielnej 58 m. 6.
Rozpoczął naukę w prywatnej szkole Marii Grzegorzewskiej przy ul. Chłodnej. Od 1924 roku uczył się w Gimnazjum im. św. Stanisława Kostki w Warszawie. Od 10 roku życia działał w Związku Harcerstwa Polskiego – był drużynowym 6. Warszawskiej Drużyny Harcerzy im. gen. Henryka Dąbrowskiego, później hufcowym Hufca Powiśle. W 1932 roku zdał maturę i rozpoczął studia na Wydziale Matematyczno-Przyrodniczym Uniwersytetu Warszawskiego. W 1932 roku otrzymał stopień podharcmistrza. W 1933 roku przeniósł się na Wydział Architektury Politechniki Warszawskiej. Do wybuchu wojny zaliczył osiem semestrów na Politechnice i uzyskał absolutorium. Był współtwórcą zrzeszenia Wigierczyków (za co został zawieszony w prawach instruktora w ZHP). W marcu 1935 roku znalazł się w grupie 95 harcmistrzów i podharcmistrzów Chorągwi Warszawskiej, którzy na znak protestu przeciwko postawie władz naczelnych ZHP złożyli stopnie i wystąpili z organizacji.
Ukończył kurs Szkoły Podchorążych Rezerwy Saperów w Modlinie z drugą lokatą (wrzesień 1937 – wrzesień 1938). Podczas zajmowania przez Polskę Zaolzia w 1938 roku pełnił funkcję zastępcy dowódcy plutonu I batalionu „Zaolzie”. W marcu 1939 roku został zmobilizowany do 8 batalionu saperów w Modlinie i wyznaczony na stanowisko adiutanta batalionu[niewiarygodne źródło?].
W kampanii wrześniowej walczył w obronie Warszawy. Jako sierżant podchorąży był dowódcą plutonu w 8 batalionie saperów. Został ciężko ranny w obie nogi i przez cztery miesiące leczył się w szpitalu wojskowym w budynku Biblioteki Uniwersytetu Warszawskiego, później ewakuowanym do podziemi kościoła św. Krzyża. Od listopada 1939 roku działał w konspiracji. Współtworzył program Szarych Szeregów, a w Głównej Kwaterze („Pasieka”) prowadził sprawy wojskowe. Do marca 1943 roku był kierownikiem organizacyjnym akcji N pod pseudonimem Zygmunt.
Wskutek porozumienia między Naczelnikiem Szarych Szeregów Florianem Marciniakiem a komendantem Kedywu Komendy Głównej AK Janem Kiwerskim „Dyrektorem” Ryszard Białous został dowódcą wojskowym warszawskich Grup Szturmowych, a Tadeusz Zawadzki „Zośka” – jego zastępcą. 
Nazwany od pseudonimu Białousa Oddział Specjalny „Jerzy” został 1 września 1943 roku (krótko po śmierci Tadeusza Zawadzkiego) przekształcony w baon „Zośka” Kedywu Komendy Głównej AK. Batalion wchodził w skład oddziału dyspozycyjnego „Sztuka 90".
W powstaniu warszawskim nadal dowodził batalionem „Zośka” i był zarazem zastępcą dowódcy, a po śmierci Jana Kajusa Andrzejewskiego (ps. „Jan”), 31 sierpnia, został dowódcą Brygady Dywersji „Broda 53" w Zgrupowaniu „Radosław”. Ze swoim batalionem przeszedł cały jego powstańczy szlak bojowy: od Woli przez Stare Miasto do Powiśla Czerniakowskiego. Między innymi dowodził zwycięskim szturmem na obóz koncentracyjny KL Warschau przy ul. Gęsiej („Gęsiówka”), w którego wyniku uwolniono 348 żydowskich więźniów.
Ryszard Białous trzykrotnie awansował: styczeń 1941 – podporucznik rezerwy, maj 1943 – porucznik i wrzesień 1944 – kapitan. Wszystkie awanse zostały potwierdzone przez Główną Komisję Weryfikacyjną AK w Londynie 15 kwietnia 1946 roku. Trzykrotnie otrzymał Krzyż Walecznych, podczas powstania został odznaczony Orderem Virtuti Militari V klasy.
Po upadku powstania był w niewoli niemieckiej w Bergen-Belsen, Oflagu II D Gross-Born i Stalagu X B Sandbostel. Uwolniony w kwietniu 1945 roku przez oddziały brytyjskie. Po wyzwoleniu z oflagu przydzielony do 1 Samodzielnej Brygady Spadochronowej. Po wojnie kontynuował działalność w ruchu harcerskim, wszedł w skład Rady Starszyzny Związku Harcerstwa Polskiego w Niemczech, był komendantem harcerstwa męskiego w Niemczech. Działał w Harcerskich Oddziałach Wojskowej Służby Wewnętrznej, pomagając byłym więźniom obozów. Od marca 1947 do lutego 1948 roku był Naczelnikiem ZHP poza granicami kraju.
W lipcu 1948 roku wyemigrował do Argentyny i zamieszkał w Neuquén, niedaleko granicy z Chile. Nadzorował budowę lotniska w Quillen, był dyrektorem uzdrowiska cieplicowego w Caviahue, następnie ministrem ds. planowania i rozwoju w rządzie prowincji Neuquén, a także dyrektorem generalnym zarządu dróg i energii elektrycznej w Patagonii. Założył pierwszy w Argentynie klub biathlonowy, był aktywnym narciarzem i alpinistą. Stał się wybitnym znawcą cywilizacji Araukanów. Działał w Związku Polaków w Argentynie.
W 30. rocznicę powstania warszawskiego w sierpniu 1974 roku przyjechał do Warszawy. Było to jego ostatnie spotkanie z Warszawą. Swoje wspomnienia umieścił w książce Walka w pożodze.
Zmarł 24 marca 1992 roku w Neuquén w Argentynie i tam został pochowany. W czerwcu 2019 roku jego prochy sprowadzono do Polski i tymczasowo złożono w krypcie katedry polowej Wojska Polskiego. 31 lipca pochowano je w kwaterze batalionu „Zośka” na cmentarzu Wojskowym na Powązkach (kwatera 20A-3-12a). Tego samego dnia został pośmiertnie awansowany na stopień pułkownika. Prezydent Rzeczypospolitej Polskiej odznaczył go Krzyżem Komandorskim z Gwiazdą Orderu Odrodzenia Polski i w czasie uroczystości pogrzebowej powiedział:

Dla pana pułkownika Ryszarda Białousa, dla „Jerzego”, to marzenie o tym, aby Polska była niepodległa, była w pełni suwerenna, była wolna, była kwitnąca i żeby być w niej ... dzisiaj właśnie się realizuje. Po 75 latach od dnia, w którym był gotów stanąć do Powstania Warszawskiego

Decyzją Przewodniczącego ZHP, harcmistrza Dariusza Supła został pośmiertnie odznaczony Złotym Krzyżem za Zasługi dla ZHP.

## Życie prywatne
29 czerwca 1939 wziął ślub z koleżanką ze studiów, Krystyną Błońską. Miał troje dzieci: córkę Zofię, nauczycielkę, oraz synów: Jana, architekta, i Jerzego, topografa. Jerzy Białous (Jorge) był obecny na uroczystościach pogrzebowych na Powązkach i powiedział, że jego ojciec „marzył zawsze o tym, żeby wrócić do kraju i być pochowanym z żołnierzami «Zośki»”.  

## Spuścizna archiwalna
Spuścizna po Ryszardzie Białousie ps. „Jerzy” została 15 maja 2007 roku przekazana przez MSZ do zasobu Archiwum Akt Nowych. Zawiera ona dokumenty z lat 1933–1987, znajdują się w niej dokumenty osobiste, dokumentacja Polskiego Państwa Podziemnego z lat 1939–1945, korespondencja, dokumentacja środowisk kombatanckich i harcerskich, opracowania, relacje, wycinki prasowe, mapy, fotografie, rysunki oraz dokumenty osób innych. Składają się na nie rękopisy, maszynopisy, a także druki.

## Ordery i odznaczenia
- Krzyż Srebrny Orderu Virtuti Militari nr 11677
- Krzyż Komandorski z Gwiazdą Orderu Odrodzenia Polski[13] (31 lipca 2019)
- Krzyż Kawalerski Orderu Odrodzenia Polski (3 maja 1966, za zasługi położone na polu pracy niepodległościowej i społecznej)[14]
- Krzyż Walecznych – trzykrotnie
- Złoty Krzyż za Zasługi dla ZHP (18 lipca 2019)